# Norantea
Genre
Norantea est un genre de plantes à fleurs de la famille des Marcgraviaceae, comportant 7 espèces néotropicale valides, et dont l'espèce type est Norantea guianensis Aubl..

## Histoire naturelle

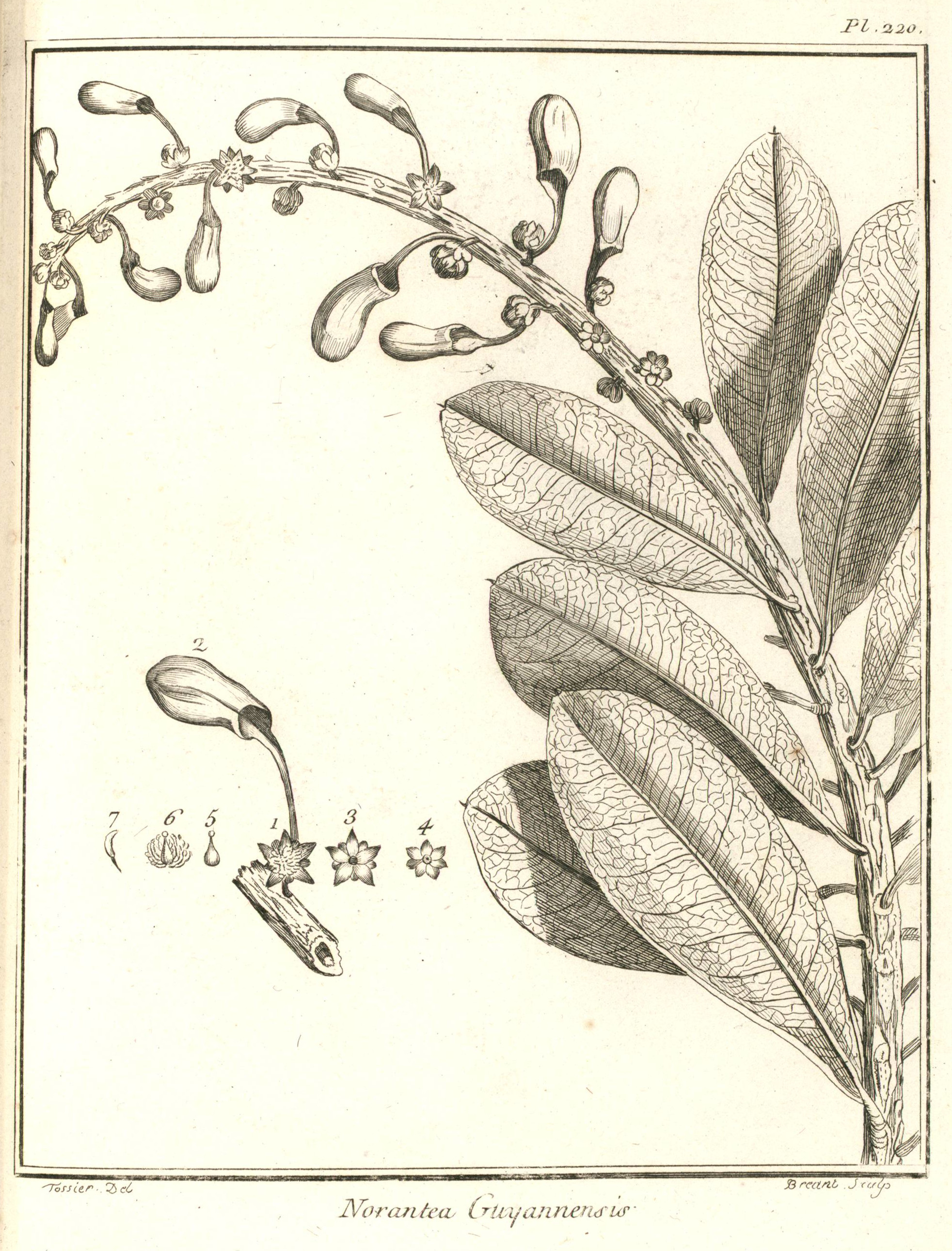
Norantea guianensis : Planche 220 accompagnant la description du genre Norantea par Aublet (1775) Les fleurs & les parties détachées ſont repréſentées de grandeur naturelle. - 1. Fleur épanouie. - 2. Corps creux en forme de poche. - 3. Corolle ſéparée des étamines & du piſtil. - 4. Calice. - 5. Piſtil. - 6. Piſtil. Étamines. - 7. Étamine ſéparée..

En 1775, le botaniste Aublet propose la diagnose suivante : 
« NORANTEA. (Tabula 220.)

CAL. Perianthium penta, hexa, vel heptaphyllum ; foliolis coriaceis, ſubrotundis, acutis. Bractea utricularis, petiolata, ad ſummum tubuloſa, ore aperto, apice clauſo, è baſi calicis exſurgens. 
COR. Petala quinque, ovata, acuta, unguibus receptaculo piſtilli inſerta. 
STAM. Filament a plurima (40 aut 50), brevia, receptaculo inſerta; Antheræ oblongæ, biloculares. 
PIST. Germen ſubrotundum. Stylus brevis. Stigma ſubrotundum 
PER. uniloculare. . . . 

SEM. plurima. . . . »
— Fusée-Aublet, 1775.

## Liste d'espèces
Selon The Plant List :

### Espèces valides
- Norantea aurantiaca Spruce Spruce ex Gilg & Werderm.
- Norantea brachystachya (Rusby) (Rusby) de Roon
- Norantea goyasensis Cambess. Cambess.
- Norantea gracilis (Wittm.) (Wittm.) V.A. Richt.
- Norantea guianensis Aubl. Aubl.
- Norantea obovata Ruiz Ruiz & Pav. ex G. Don
- Norantea rosulata (de (de Roon & Bedell) Hammel

### Taxons non résolus
- Norantea bahiensis Mart. Mart. ex Wittm.
- Norantea caccabion Delponte Delponte
- Norantea indica Sweet Sweet
- Norantea rosea Mart. Mart. ex Wittm.
- Norantea thyrsiflora Gilg Gilg
- Norantea violacea Poir. Poir.